# Stereobate
La stereobate (στερεοβάτης composto da στερεός "solido" - nel senso di tridimensionale - e βάσις "base") è un elemento architettonico dell'architettura classica.
Viene usato da Vitruvio nel III libro del De architectura in un passo sulle fondazioni dei templi greci e il suo significato è controverso.
Per alcuni indica i gradini del basamento (crepidoma) di un tempio, forse da intendere anche come privi di decorazioni e modanature. Secondo altri indica il pilastro di fondazione che corrisponde a ciascuna colonna. Per altri è la piattaforma stessa su cui sorge l'edificio (la crepìdine).